# Ультрагеосинкліналь
Ультрагеосинкліналь (рос. ультрагеосинклиналь, англ. ultrageosyncline, нім. Ultrageosynklinale f) — високорухливі тектонічні структури, характерні для найдавнішого (архейського) часу. Відрізняються легкою проникністю земної кори для магми, розплавів; в них широко розвинені вулканіти. Інтенсивна складчастість течії, вказує на досить пластичний стан речовини в У. Складні вигини складок і інтрузій в плані відрізняють У. від чітко лінійних складчастих форм пізніших геосинкліналей.